# Wydział Lekarski Kształcenia Podyplomowego Uniwersytetu Medycznego im. Piastów Śląskich we Wrocławiu
Wydział Lekarski Kształcenia Podyplomowego Uniwersytetu Medycznego im. Piastów Śląskich we Wrocławiu – dawna jednostka naukowo-dydaktyczna będąca do 30 września 2019 roku jednym z pięciu wydziałów Uniwersytetu Medycznego im. Piastów Śląskich we Wrocławiu. Powstał w 1992 roku poprzez wyodrębnienie z Wydziału Lekarskiego. Jego siedziba znajdowała się przy ul. J. Mikulicza-Radeckiego 5 we Wrocławiu. 1 października kształcenie podyplomowe wróciło na Wydział Lekarski.

## Struktura
- Katedra i Klinika Chirurgii Klatki Piersiowej
- Katedra Chirurgii Naczyniowej, Ogólnej i Transplantacyjnej
  - Klinika Chirurgii Naczyniowej, Ogólnej i Transplantacyjnej
  - Zakład Chirurgii Endowaskularnej
- Katedra i Klinika Chirurgii i Urologii Dziecięcej
- Katedra i Klinika Chirurgii Przewodu Pokarmowego i Chirurgii Ogólnej
- Katedra i Klinika Chirurgii Serca
- Katedra Chirurgii Urazowej
  - Klinika Chirurgii Urazowej i Chirurgii Ręki
- Katedra i Klinika Neurochirurgii
- Katedra Ortopedii i Traumatologii Narządu Ruchu
  - Klinika Ortopedii i Traumatologii Narządu Ruchu
  - Zakład Rehabilitacji
- Katedra i Klinika Urologii i Onkologii Urologicznej
- Katedra i Klinika Pulmonologii i Nowotworów Płuc
- Katedra i Klinika Endokrynologii, Diabetologii i Leczenia Izotopami 
  - Katedra Gastroenterologii i Hepatologii
  - Klinika Gastroenterologii i Hepatologii
  - Zakład Dietetyki
- Katedra i Klinika Hematologii, Nowotworów Krwi i Transplantacji Szpiku
- Katedra i Klinika Kardiologii
- Katedra i Klinika Nefrologii i Medycyny Transplantacyjnej
- Katedra Chorób Zakaźnych, Chorób Wątroby i Nabytych Niedoborów Odpornościowych
  - Klinika Chorób Zakaźnych, Chorób Wątroby i Nabytych Niedoborów Odpornościowych
  - Samodzielna Pracownia Monitorowania Zakażeń u Osób Uzależnionych
- Katedra i Klinika Pediatrii i Chorób Infekcyjnych
- Katedra i Klinika Transplantacji Szpiku, Onkologii i Hematologii Dziecięcej
- Katedra i Klinika Endokrynologii i Diabetologii Wieku Rozwojowego
- Katedra i Klinika Nefrologii Pediatrycznej
- Katedra Neurologii
  - Klinika Neurologii
  - Samodzielna Pracownia Neuroelektrofizjologii Klinicznej
- Katedra Psychiatrii
  - Klinika Psychiatrii
  - Zakład Psychoterapii i Chorób Psychosomatycznych
  - Zakład Psychiatrii Konsultacynej i Badań Neurobiologicznych
- Katedra i Klinika Okulistyki
- Katedra i Klinika Otolaryngologii, Chirurgii Głowy i Szyi
- Katedra i Klinika Dermatologii, Wenerologii i Alergologii
- Katedra Radiologii
  - Zakład Radiologii Ogólnej i Pediatrycznej
  - Zakład Radiologii Ogólnej, Zabiegowej i Neuroradiologii
- Katedra Onkologii
  - Klinika Onkologii Ginekologicznej
  - Zakład Chirurgii Onkologicznej
  - Zakład Leczenia Systemowego Nowotworów Litych
- Katedra i Zakład Medycyny Rodzinnej
- Katedra i Zakład Medycyny Społecznej
- Katedra i Klinika Angiologii, Nadciśnienia Tętniczego i Diabetologii[3]

## Kształcenie
Wydział ten w przeciwieństwie do innych wydziałów został powołany do kształcenia jedynie absolwentów szkół wyższych. Studenci mieli możliwość podjęcia studiów podyplomowych oraz doktoranckich w trybie stacjonarnym.

## Władze
Władze Wydziału do 30 września 2019 roku:
Dziekan: prof. dr hab. Joanna Rymaszewska

Prodziekan ds. nauki: prof. dr hab. Magdalena Krajewska

Prodziekan ds. rozwoju wydziału: prof. dr hab. Krzysztof Kałwak

Prodziekan ds. dydaktyki: prof. dr hab. Tomasz Wróbel.